# Édouard Caillau
Pour les articles homonymes, voir Caillau.

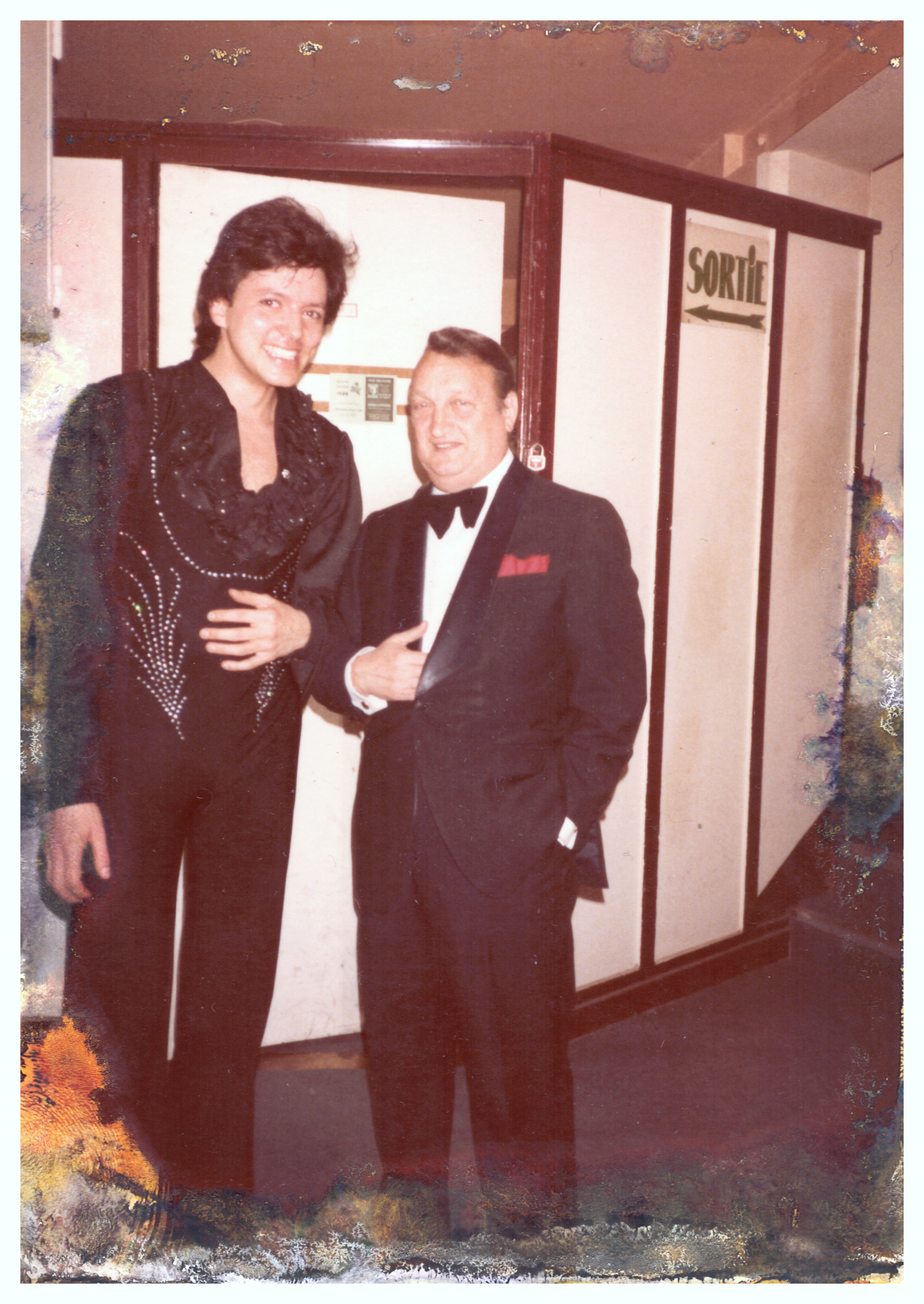
Édouard Caillau avec le jongleur Mark Steiger dans les coulisses du Gaity, Bruxelles (début années 1980).

Édouard Caillau est un acteur et un humoriste français du Gaity, né le 1er mars 1924 à Biarritz et mort à Bruxelles le 15 mars 1990.

## Biographie
Provenant du monde du rugby, à l'âge de 19 ans, il entame une carrière dans le music-hall. Durant quatre années, il fait le tour des cabarets parisiens pour ensuite monter sur Bruxelles où il animera les soirées du « Broadway », du « Parisiana » et, surtout, de « La Gaîté ». Il devient meneur de revue. La scène du Gaity se trouvait au sous-sol du Théâtre de la Gaîté ; avec le théâtre, il ferme définitivement ses portes en juin 1982 pour des raisons financières.
Engagé à la Radio Télévision Belge (RTB), il y anime les émissions Music-parade, Chansons à la carte et L'Escarpolette lancée par Nicolas Résimont.
Grand ami de Jacques Brel, Édouard Caillau tiendra un rôle dans l'un de ses  films Le Far-West. Il tient aussi un rôle dans le film  Bruno, l'enfant du dimanche, un film franco-belge réalisé par Louis Grospierre.
Il a vécu place de la Patrie.

## Chansons à la carte
Dans les années 1970, Édouard Caillau forme un duo avec l'humoriste Sim dans les émissions de télévision Chansons à la carte à la RTBF.

## Hommage
À Biarritz, dans le square Jean-Baptiste Lassalle se trouve un petit monument à sa mémoire : il venait jouer régulièrement aux boules à cet endroit.

## Filmographie partielle
- 1973 Le Far-West, de Jacques Brel
- 1971 Franz, de Jacques Brel : Le maître d'hôtel